# 法兰西第四共和国
法兰西第四共和国為1946年到1958年的法國共和政府。這段時期，法國實施議會制，該憲制與第二次世界大戰前的第三共和相似，在領土上大致恢復過去的殖民帝國，但法越戰爭導致法國結束在中南半島的殖民統治。此外，反殖民主義的抗爭最終導致法國放棄大部分殖民地。

## 歷史
與第三共和一樣，第四共和奉行議會制，國會擁有最高權力，但也遭遇到相似的問題，比如內閣短暫及頻繁更換，政策計劃面對困難。
二戰後，臨時總統夏尔·戴高乐於1946年1月20日被迫辭職，他期待公眾的支持能夠讓他重新執政並推行其憲政理念。然而，立憲議會因為害怕戴高樂增強總統的權力導致獨裁，選擇由工人國際法國支部的古昂來取代他。同年議會提出兩個憲法草案交付公投，公投修改版以53%獲得通過。1958年由于阿尔及尔爆发骚乱，法兰西第四共和国垮台并在戴高乐的带领下建立法兰西第五共和国。

## 體制和經過
第四共和國的政治體制極為類似第三共和国。下議院改名為國民議會，比法國總統享有更大的權力，是國家權力的核心，儘管法國總統仍然是國家軍隊的總司令，並擁有最終的仲裁權。
也因為如此，當議會缺乏明確的多數，加上國會擁有倒閣的權力，就會讓政事難以順暢並導致一連串不穩定的聯合內閣接連出現。短短12年間，就出現24個內閣，乔治·皮杜尔、莱昂·布鲁姆、埃德加·富尔、皮埃尔·孟戴斯-弗朗斯、勒内·普利文以及罗贝尔·舒曼等人相繼出任總理及擔任內閣成員，平均執政半年。
運作過程中，不少人提議將行政權力提升以防止政府不穩定情形。但是，第四共和國的不穩定情況仍然持續，執政內閣也連番更換．雖然在第四共和國時期法國出現了強勁的經濟增長與工業重建，但是政治不穩定及未能於政策作果斷決定仍持續著。這裡面最著名的例子就是在共和期間發生的法越戰爭及去殖民化問題。在第四共和時期，法國共產黨及戴高樂主義的法蘭西人民聯盟一直是反對黨。

## 阿爾及利亞及終結
1954年，法屬印度支那獨立後，阿尔及利亚發生叛亂，法國殖民政府最初成功遏止叛亂。但法軍所運用的酷刑手法卻成為極大的公眾醜聞，實行徵兵制也使公眾之間出現極大的社會分化。當法國在軍事上成功地壓制了叛亂的同時，以暴力維持殖民地的手法在道德上卻受到大批公眾的質疑。
1958年，當政府建議與阿尔及利亚民族主義分子進行談判後，第四共和國出現危機。法軍右翼派系佔領了阿爾及利亞首府阿爾及爾，他們要求除非戴高樂上台，不然他們就襲擊巴黎。因此，國會被迫授予戴高樂全權，戴高樂成為第四共和國最後一任總理，他以一直以來希望的擴大總統權限為基本理念，進行修改憲法議程。同年9月28日，經過公民投票及國會普選，戴高樂派及支持第五共和的政黨在國民議會取得多數，法國通過新憲法。10月4日，第五共和國正式成立，戴高樂在翌年正式就任總統，第四共和國結束。